# Keller (Kürten)

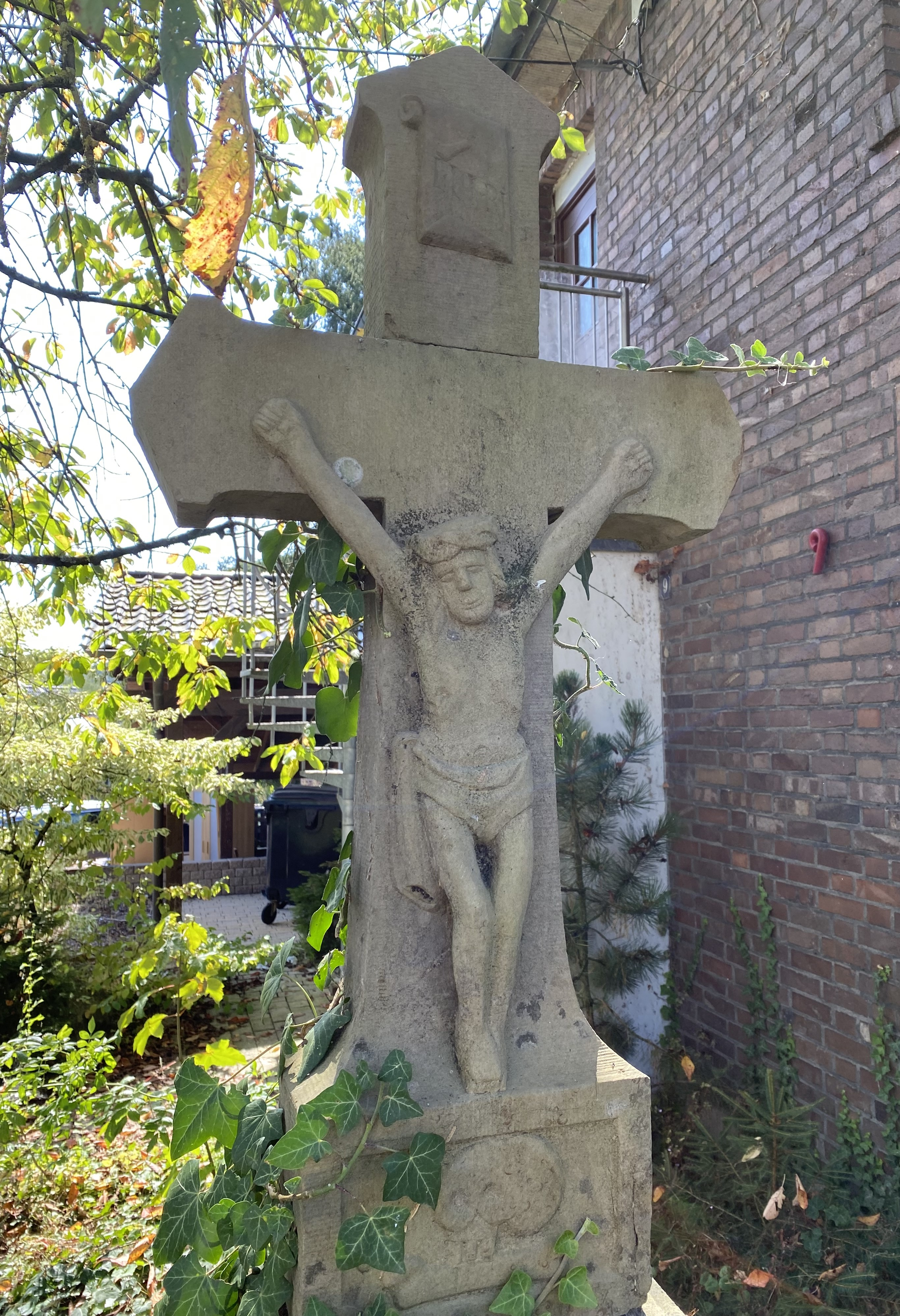
Baudenkmal Wegekreuz Keller (1761)

Keller ist ein Ortsteil in der Gemeinde Kürten im Rheinisch-Bergischen Kreis.

## Geschichte
Keller wird erstmals schriftlich in einem Pachtvertrag vom 22. Februar 1554 erwähnt, mit dem der Komtur aus Herrenstrunden den Igeler Hof an den „Pächter Thonis“, den Sohn von Jan zum Keller (bei Dürscheid) und seiner Frau Steyngen (Christina) verpachtet.
Vor dem Haus Keller 9 steht ein Wegekreuz aus dem Jahre 1761, das unter Denkmalschutz steht.
In der Topographische Aufnahme der Rheinlande von 1824 ist der Ort eingezeichnet.
Unter der französischen Verwaltung zwischen 1806 und 1813 wurde das Amt Porz aufgelöst und die Honschaft Dürscheid, zu der auch Keller gehörte, wurde politisch der Mairie Bensberg im Arrondissement Mülheim am Rhein zugeordnet. 1816 wandelten die Preußen die Mairie zur Bürgermeisterei Bensberg im Kreis Mülheim am Rhein. Keller zählte 1830 27 Einwohner.
In der Aufstellung des Königreichs Preußens für die Volkszählung 1885 wurde Keller aufgeführt als Wohnplatz der Landgemeinde Bensberg im Kreis Mülheim am Rhein. Zu dieser Zeit wurden 11 Wohnhäuser mit 67 Einwohnern gezählt.
Aufgrund des Köln-Gesetzes wurde die Gemeinde Kürten mit Wirkung zum 1. Januar 1975 mit dem bis dahin selbstständigen Gemeinden Bechen und Olpe und Teilen der Stadt Bensberg zur Gemeinde Kürten zusammengeschlossen. Dabei wurde auch Keller Teil der Gemeinde Kürten.

## Lage
Keller liegt an der Dürschtalstraße, die nach Klefhaus führt. Es grenzt an das Naturschutzgebiet Dürschbachtal. Hier ist mittlerweile eine kleine Ortschaft entstanden, deren Gebäude hauptsächlich abseits der Dürschtalstraße an einem nach Osten abneigenden Berghang stehen. Der Gutshof hat inzwischen den landwirtschaftlichen Betrieb zu einem Reitstall umgestaltet.

## Bergbau
In der Umgebung von Keller lag das Grubenfeld Gustav-Adolph, das mit der Grube Luther konsolidiert war. Mittig zwischen den Orten Keller und Kalkofen findet man die Pinge eines Versuchsschachts, die von einer kreisrunden Halde umgeben ist. Ebenfalls vom Bergbau stammen vier Schurfgräben in der näheren Umgebung.

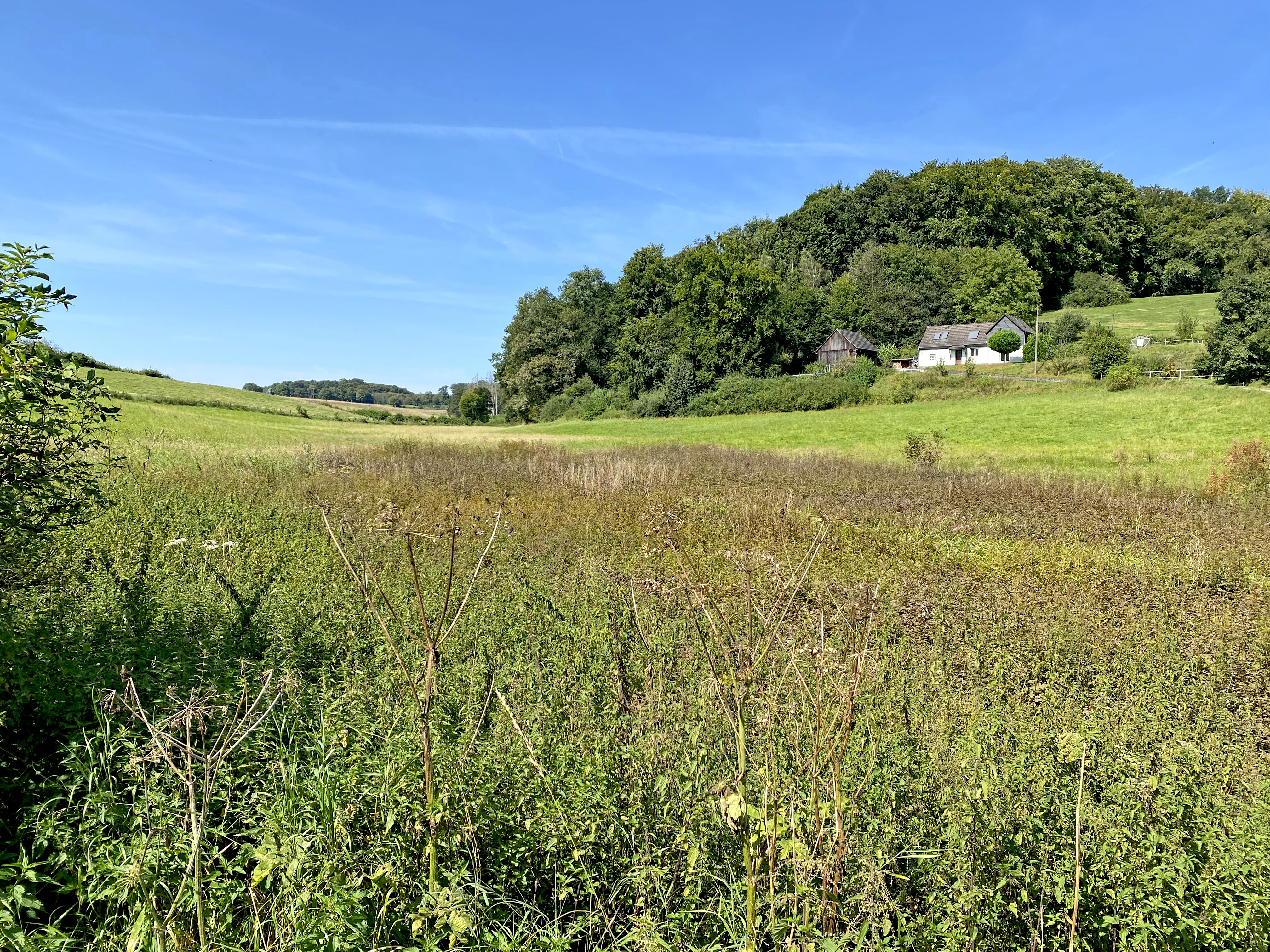
NSG Feuchtwiese bei Keller
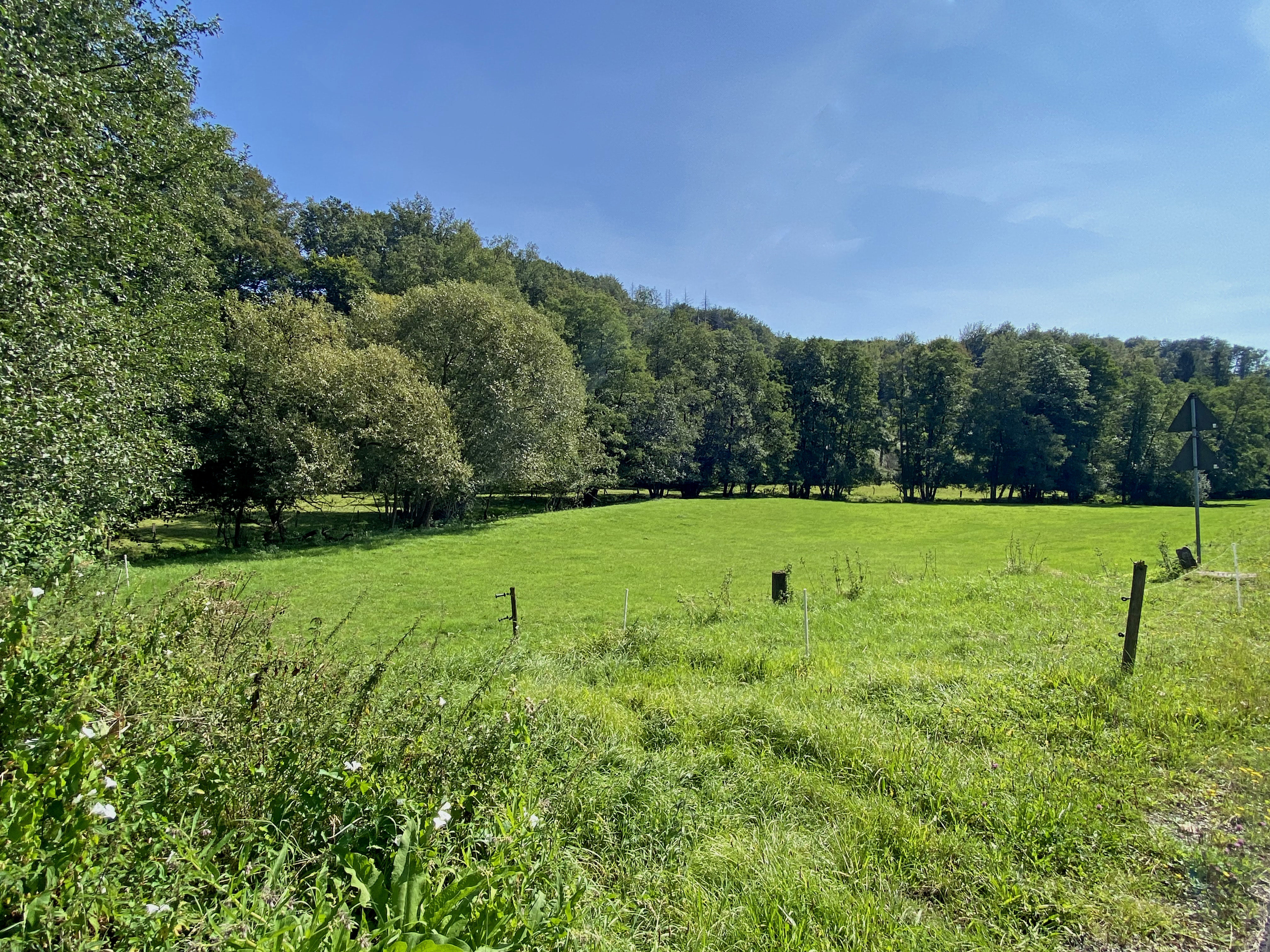
NSG Dürschbachtal bei Keller